# Hartl Resort Bad Griesbach
Hartl Resort is een golfresort in Bad Griesbach im Rottal, in Beieren, Duitsland. De golfbaan is onderdeel van het kuuroord, dat eigendom is van Alois Hartl. Het kuuroord is ontstaan in de jaren 70 nadat er in 1972 een warmwaterbron was aangetroffen. Eind jaren 80 liet Hartl de eerste golfbaan aanleggen. Naast de golfbanen en de thermen omvat het complex onder andere drie hotels.
Het resort heeft:
- vijf 18-holes golfbanen, waarvan er drie ontworpen zijn door Bernhard Langer. De vijf grote golfbanen zijn zeer verschillend, de Beckenbauer Golf Course en de Mercedes-Benz Golf Course zijn vlak en hebben veel water, Golfplatz Brunnwies is glooiend, Golfplatz Uttlau ligt in de heuvels en de Golfplatz Lederbach heeft een bergachtig landschap.
- drie 9-holes par-3 banen.
- twee 6-holes golfbaantjes voor beginners.
- een golfacademie met 25 golfprofessionals.

Van 2013 tot 2017 werd op de Hartl Resort een toernooi van de Europese Challenge Tour gespeeld. In zowel 2015 als 2016 vond er de Porsche European Open plaats.